# Fleming (schottisches Adelsgeschlecht)
Das Haus Fleming ist eine Familie des schottischen Adels. Wie der Name bereits andeutet, kamen sie aus Flandern, die erste Erwähnung einer Familie „Fleming“ stammt aus der Zeit um 1087 mit Archibald de Flanders of Bratton und Rainer le Fleming († um 1086), der als Sohn von Hugues d’Oisy und Schwiegersohn von Geoffroi de Rumigny gesehen wird, wobei eine Verwandtschaft dieser beiden Personen nicht geklärt und vermutlich sogar unwahrscheinlich ist.
Die Nachkommen von Sir Robert Fleming of Cumbernauld († vor 1314) erhielten in der Peerage of Scotland 1341 zum ersten Mal den Titel eines Earl of Wigtown in Galloway, verkauften die Grafschaft allerdings 1372 bereits an Archibald Douglas, 3. Earl of Douglas. Eine zweite Verleihung des Titels erfolgte 1606, dieser verfiel 1747 mit dem Tod des 7. Earls.
Malcolm Fleming, 3. Lord Fleming (* 1547) war Lord Chamberlain of Scotland, ebenso sein Sohn John Fleming. 5. Lord Fleming († 1572). Malcolm Fleming war darüber hinaus der Ehemann von Jane Stuart († 1563), uneheliche Tochter des schottischen Königs Jakob IV., die als Witwe die Mätresse des französischen Königs Heinrich II. wurde.

## Stammliste der Fleming of Wigtown (Auszug)

### Bis zum Ende des 16. Jahrhunderts
1. Sir Robert Fleming of Cumbernauld, † vor 1314
  1. Sir Malcolm Fleming of Fulwood and Cumbernauld, 1. Earl of Wigtown (seit 1341)[2]
    1. John Fleming, † vor 1357
      1. Thomas Fleming, 2. Earl of Wigtown, verkaufte die Grafschaft Februar 1372[2]

  2. Sir Patrick Fleming of Biggar
    1. Sir Malcolm Fleming of Biggar
      1. Sir David Fleming of Biggar and Cumbernauld
        1. Sir Malcolm Fleming of Biggar and Cumbernauld, † 1440; ⚭ Elizabeth Stewart, Tochter von Robert Stewart, 1. Duke of Albany
          1. Robert Fleming of Biggar and Cumbernauld, 1. Lord Fleming, † 1491; ⚭ Janet Douglas, Tochter von James Douglas, 7. Earl of Douglas
            1. Malcolm Fleming of Monycabon
              1. John Fleming, 2. Lord Fleming, † 1524, Chamberlain of Scotland; ⚭ I Eupheme Drummond, Tochter von John Drummond, 1. Lord Drummond; ⚭ II Margaret Stewart, Tochter von Matthew Stewart, 1. Earl of Lennox
                1. (I) Malcolm Fleming, 3. Lord Fleming, Chamberlain of Scotland, * 1547; ⚭ Jane Stewart, † 1560, uneheliche Tochter von Jakob IV., König von Schottland (Haus Stuart)
                  1. James Fleming, 4. Lord Fleming, Chamberlain of Scotland, † 1558; ⚭ Barbara Hamilton, † 1558, Tochter von James Hamilton, 2. Earl of Arran, Herzog von Châtellerault
                  2. John Fleming, 5. Lord Fleming, Chamberlain of Scotland, † 1573
                    1. John Fleming, 1. Earl of Wigtown, † 1619 – Nachkommen siehe unten

                  3. Margaret Fleming, † vor 1586/7; ⚭ I Robert Graham, Master of Montrose, * 1547; ⚭ II Thomas, Master of Erskine, † nach 1551; ⚭ III John Stewart, 4. Earl of Atholl, Lord Chancellor, † 1579
                  4. Mary Fleming, * 1547; ⚭ I William Maitland of Lethington, † 1573; ⚭ II George Meldrum of Fyvie

        2. David Fleming, - Nachkommen: die Fleming of Boghall, † Ende des 16. Jahrhunderts

      2. Patrick Fleming – Nachkommen: die Fleming of Bord, † vor 1593

### Ab dem Beginn des 17. Jahrhunderts
1. John Fleming, 1. Earl of Wigtown, † 1619 – Vorfahren siehe oben
  1. John Fleming, 2. Earl of Wigtown, † 1650; ⚭ Margaret Livingston, Tochter von Alexander Livingston, 1. Earl of Linlithgow
    1. John Fleming, 3. Earl of Wigtown, † 1665; ⚭ Jane Drummond, Tochter von John Drummond, 2. Earl of Perth
      1. John Flemming, 4. Earl of Wigtown, † 1668
      2. William Fleming, 5. Earl of Wigtown, † 1681; ⚭ Henrietta Seton, Tochter von Charles Seton, 2. Earl of Dunfermline
        1. John Fleming, 6. Earl of Wigtown, † 1744; ⚭ I Margaret Lindsay, Tochter von Colin Lindsay, 3. Earl of Balcarres; ⚭ II Mary Keith, Tochter von William Keith, 9. Earl Marishal
          1. Clementia Fleming, † 1799; ⚭ Charles Elphinstone, 10. Lord Elphinstone, † 1781

        2. Charles Fleming, 7. Earl of Wigtown, † 1747

  2. James Fleming of Boghall – Nachkommen † vor 1684
  3. Alexander Fleming – Nachkommen